# Huayna Potosí
L'Huayna Potosí (6.088 m s.l.m.) è una montagna della Bolivia situata nella Cordillera Real a circa 25 km a nord di La Paz. La vetta, coperta di ghiaccio, è una delle più belle e più celebri del paese.
La prima ascensione fu realizzata nel 1919 dagli alpinisti tedeschi Rudolf Dienst e Adolf Schulze.
Dato che è possibile salire sulla vetta in due giorni sovente è chiamata il più facile 6.000 del mondo; tuttavia vi sono dei 6.000 più facili da scalare. Il 3 ottobre 2009 il peruviano Cesar Rosales (durante la spedizione guidata dagli Italiani Giancarlo Sardini e Valerio Bertoglio) ha stabilito il nuovo record di velocità partendo dal Rifugio Paso de Zongo - Vetta Huayna Potosi - Rifugio Paso de Zongo in 2 ore e 21 minuti correndo lungo la via normale.